# توري ويلسون
توري آن ويلسون (بالإنجليزية: Torrie Anne Wilson)‏ (ولدت في 24 يوليو 1975) هي مصارعة محترفة معتزلة ولاعبة كمال أجسام وعارضة أمريكية.واشتهرت بعملها في ورلد تشامبيونشيب ريسلينغ (WCW) ووورلد ريسلينغ إنترتاينمينت (WWE)،عملت في كلا العرضين الراو والسمكداون خلال عملها لمدة 8 سنوات.
خلال عملها في كمال الأجسام، فازت توري ويلسون بمسابقة ملكة المجرة (Miss Galaxy) في 1998. بعد فترة قصية، وقعت مع ورلد تشامبيونشيب ريسلينغ،حيث بقت منذ 1999 إلى 2001. في 2001،بدأت بالظهور في عروض اتحاد وورلد ريسلينغ فيدوريشن (WWF) التلفزيونية كجزء من سيناريو الـ«إنفيشن» (The Invasion). أفض سيناريو لها حدث في 2003 عندما تنافست مع داون ماري (Dawn Marie). توري أيضاً أصبحت عضوة في فريق النساء المعروف باسم شياطين فينس،الذي انتهى في 2006.
بجانب المصارعة، ظهرت توري على غلاف عدة مجلات، منها إف إتش إم وبلاي بوي،التي ظهرت عليها مرتين.

## النشأة
ولدت توري ويلسون في بويسي، أيداهو. وتقول أنها كانت شديدة الخجل في طفولتها. تفوقت توري من الأنشطة المدرسية، ومنها التشجيع، الرقص، وكانت تنافس في السباقات.
خلال سنتها لثانية في ثانوية،اهتمام توري بعروذ الأصياء أصبح أكثر جدية، وشجعتها والدتها للسعي لذلك. وقد ذهبوا إلى وكالة وأخبروهم أن توري عليها بعض الوزن لتحصل على فرصة عمل. في عملية لإنقاص الوزن، أصيبت بنوبة قهم عصابي والشره المرضي الذي استمر من سن 14 إلى 20.
بعد التعافي من الأمراض، شاركت ويلسون في اللياقة البدنية. بدأت بأكل 6 وجبات في الليوم وممارسة الرياضة. وحصلت على المركز الثالث في المسابقة الأولى لها، وبعد ذلك فازت بمسابقة ملكة المجرة (Miss Galaxy) في 1998. وبعد ذلك قضت بعض الوقت مع فريق (Extreme Fitness). كمتسابقة في بطولة اللياقة (Tri-Fitness) للنساء في 1998،حصلت توري على المركز الأول في الجمال والبنية الجسمية.
في وقت لاحق من عام 1998،انتقلت توري للوس أنجلس لمتابعة العمل. بدأت تعمل في فئات عمل مختلفة وتقدمت لوكيل الذي ساعدها على الحصول على بعض فرص العمل.

## مهنتها في المصارعة المحترفة

### وورلد تشامبيونشيب ريسلينغ (1999–2000)
بدأت توري المصارعة عندما حضرت مع صديقا أحد عروض الورلد تشامبيونشيب ريسلينغ (WCW) في 1999. بعد أن ذهبت خلف الكواليس، طُلب منها أن تدخل الحلبة مع سكوت ستاينر. بعد ذلك، أظهر كيفن ناش رغبتة بدخول في سناريو معها. ظهرت لأول مره باسم «سامانثا»،التي أحضرها النيو وورلد أوردر (إن دبليو أو) "(New World Order(nWo" لإغواؤ وفتن ديفيد فلير كي ينقلب ضد والده ريك فلير.
وظهرا معاً في 21 فبراير عندما صفعت توري ريك وصعقة ديفيد بالصاعق. في عرض (Bash at the Beach) عام 1999،ظهرت توري بشخصية مديرة لفلير عندما أخض بطولة WCW الولايات المتحدة للوزن الثقيل من دين مالينكو.
على الرغم من أنها تركت برامج الـWCW،عادت في خريف 1999 باسمها الحقيقي. بدأت توري إدارة بيلي كيدمان وأعضاء فريقة «الحيوانات القذرة» (Filthy Animals). نتيجتاً لذلك، وجدت نفسها مشاركة مع الحيوانات في استمرار عداوتهم مع فريق «الثورة» (The Revolution). في نوفمبر، شوهدت توري مع إدي غوريرو يمزحون على الـ"Kidcam"،وهو حديث صور بكاميرا خفية، مما أدى إلى سيناريو عداوة بين كيدمان وإدي غوريرو. بعد هذا، مرة أخرى اختفت توري عن شاشات التلفاز.ولكن توري عادت في 19 يناير 2000، وفي أبريل 2000،كيدمان وتوري إنظما إلى فريق معروف بالدم الجديد (New Blood)،مما جعلهما شخصيات مكروهه.كجزء من السيناريو الجديد لهما، أصبح كيدمان يغار من إهتام توري بعضو فريقهم هوراس هوغان.في يونيو، ضربت توري كيدمان بحركة (low blow) في عرض (Great American Bash)،وجعلته يخسر أمام عم هوراس،هولك هوغن.
كانت توري قد غابت عن التلفاز بعد المواجهة، وظهرت في عرض (Bash at the Beach) في شهر يوليو خلال مباراة بين شين دوغلاس (Shane Douglas) وبوف باغويل (Buff Bagwell).بعد المباراة غادرت توري برفقة دوغلاس، مما أدى إلى عداوة بين كيدمان ودوغلاس. في عرض (Fall Brawl) شهر سبتمبر، توري ودوغلاس هزما كيدمان ومادوسا (Madusa) في مباراة فرق التبادل مزدوجة مع راية معلقه فوق الحلبة.]]. توري تم التخلي عن خدماتها من اتحاد WCW في ديسمبر 2000.

### وورلد ريسلينغ فادوريشن / إنترتاينمينت (2001–2008)

#### الإنفيشن (2001)
ظهرت توري لأول مرة على تلفزيون الدبليو دبليو إف في 28 يونيو 2001 في حلقة السماكداون كفرد من ذا آلاينس خلال الإنفشن في 2001. في أول سيناريو لها مع الاتحاد، دخلت في قصة غرامية مع فينس مكمان. كما أنها تعاونت بشكل منتضم مع مصارعة الـWCW ستايسي كيبلر.بدأ الثنائي المصارعة في الـWWF في مباراة الملابس الداخلية ضد ليتا تريش ستراتس في عرض الدفع مقابل المشاهدة (InVasion)،وفازت ليتا وتريش بعد أن علايا خصميهما إلى ملابسهما الداخلية.في الليلة التالية في راو،هزمت توري تريش في مباراة الراية. برغم افتقارها للخبرة داخل الحلبة، توري مع ستايسي وآيفوري (Ivory)،تنافسوا بشكل منتضم مع الدبليو دبليو إف ديفاز، وكذلك كانوا يتدخلون في مباريات لمساعدة باقي المصارعين في ذا آلاينس.
أصبحت شخصية محبوبة في سيناريو الإنفيشن بعد أن ظهرت الرومانسية بينها وبين تاجيري.
هذه الرومانسية جعلت ستايسي تنقلب على توري، ونتيجه لهذا توري إتجهت للـWWF،توري هزمت ستايسي في مباراة ملابس داخلية في عرض نو ميرسي (No Mercy) عندما كانوا يرتدون الملابس الداخلية.

#### العلاقة والعداوة مع تاجيري، العداوة مع داون ماري
في أول عرض (brand separation) «الذي ينتقل في المصارعين بين العروض» الذي جرى في أبريل 2002،انتقلت توري إلى سماكداون!. وبوفت قصير بعد ذلك، كجزء من السيناريو، سرعان ما أصبح تيجيري غيوراً بسبب الاهتمام الزائد لتوري من القبل الرجال الآخرين، لذا أرغمها بالقوة على لبس الغايشا، وأيضاً ضهر وهو يسيء لها في المباريات.توري أخيراً تعبت من هذا، وخلال مبارات تيجيري ضد ذا هريكين (The Hurricane)،صعدت على طاولة التعليق وتعرت من ملابسها.سمح هذا الإلهاء ذا هريكين في انتزاع الفوز.
أفضل سينارو لتوري في سنواتها الأولى مع الشركة كان في 2003 عندما دخلت في عداوة مع داون ماري. وفي وجهة نظر، داون ماري حاولت أن تتزوج أب توري في الحياة الواقعية آل ويلسون. وكشفت جاون ماري أن لديها بعض المشاعر تجاه توري، وكلاهما تشاركا في مشهد قبلة. حتى أن داون ماري عرضت إلغاء الزواج إذا ذهبت توري إلى الفندق معها لليلة. برغم هذا، كجزء من السيناريو داون ماري أظهرت مشاعرها تجاه آل والاثنان تزوجا في حلقة من السماكداون! بملابسهم الداخلية. بعد ذلك آل، في السينارو، مات جراء سكته قلبية بعد ممارسة الجنس مرات عديدة على التوالي في شهر العسلهم. ورداً على ذلك، فازات توري على داون ميري في عرض نو ميرسي،توري هزمت داون ماري مرة أخرى في رويال رمبل في مباراة وصقت بأنها مباراة «زوجة الأب ضد بنت الزوج». واستمرت العداوة لحوالي تسعة أشهر.

#### البلاي بوي (2003–2004)

توري في 2004

في مايو 2003،ظهرت توري على صفحات وغلاف مجلة البلاي بوي. بعد أشهر قليلة، أُعلن عن صورها، ظهر سيناريو قصير مع نيديا،بسسب أن الأخيرة بدأت تغار من حقيقة أن توري تم اختيارها للظهور على غلاف المجلة، في لقطات قصير إسبوعية تعرض في السماكداون!،كل من نيديا وصديقها في السناريو جيمي نوبل ذهبوا إلى قصر البلاي بوي لتقديم شكوى لهيو هيفنر على اختياره.
بعد فترة وجيزة، في أبريل 2003 حلقة من السمكداون! خلال فقرة سميت بـ"حفلة قدوم البلاي بوي (Playboy Coming Out Party).مصارعة سابقة وفتاة غلاف بلاي بوي سابل عادت للـدبليو دبليو إي بعد غياب أربع سنوات. هذا أدى لسيناريو بين الأمراتين استمر لأسابيع، سابل لعبت لعبة خبيثة مع توي، تكون ودودة معها تارة وغير ودودة تارة أخرى. كل هذا أدى لمسابقة بكيني بينهما في جدجمنت داي (Judgment Day)،وفازت بها توري. بعد المسابقة، توري قبلت بطلة النساء السابقة سابل في شفتيها، لتبين أنها لا تكن مشاعر سيئة بسبب فوز توري على مُصارعة الدبليو دبليو إي القديمة.
وواصلت في عداوتها مع نوبل ونيديا من بداية السنة، توري أدرت بيلي غن لدى عودته للدبليو دبليو إي في صيف 2003. العداوة انتهت بعد أن أصبح كل من نيديا ونوبل محبوبين وأصبحو بجانب بيلي غن وتوري.بعد هذا التشكيل من الآلاينس، توري وناديا وداون ماري تنافسوا مع شانيكوا (Shaniqua) لفترة قصيرة من الوقت، مما أدى سيطرة شانيكوا عى توري ونيديا في مباراة هانيكاب.
تعاونت توري مع سابل في مارس 2004 ليتنافسوا مع ديفاز الراو ستايسي كيبلر ومس جاكي. سيناريو العداوة يتمركز على غيرة الثائي الأخير من كون توري وسابل فتيات غلاف البلاي بوي، وكذلك تم تسميتهم بفتيات الغلاف مرة أخرى، وكلا الديفاز أعلن أنهم سيظهرون معاً في البلاي بوي في عدد المجلة لشهر مارس 2004. بعد أسابيع من المنافسة، توري وسابل هزموا ستايسي ومس جاكي في مباراة ثوب سهرة البلاي بوي في الريستليمانيا العشرين بتعريت خصميهما للباس سهرتيهما. في وقت لاحق من نفس السنة، دخلت توري في عداوة قصيرة مع سابل، التي هزمتها لافي جرؤيت أميريكان باش.
في نوفمبر 2004،بدأت عداوة توري مع هيروكو. في 10 فبراير 2005 في حلقة خاصة من سماكداون! (سجلت في 4 فبراير في سايتاما، اليابان) توري فازت على هيروكو في مباراة مباراة كيمونو بعد أن خلعت ثوب الكيمونو من عليها.

#### الراو وشياطين فينس

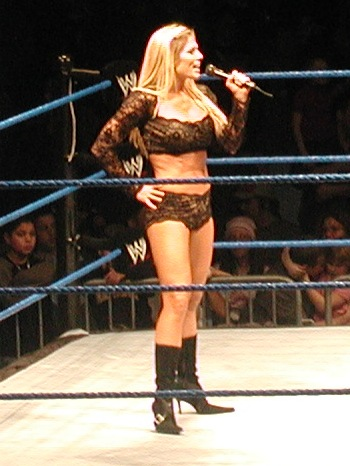
توري تظهر أحياناً في شخصية مذيع الحلبة.

## البطولات والإنجازات
- وورلد ريسلينغ إنترتاينمينت
  - جائزة الثونغ الذهبي (2002) [7][31]
- بطولات أخرى
  - ملكة المجرة (1998)[6]

## وصلات خارجية
- توري ويلسون على موقع دبليو دبليو إي (الإنجليزية)
- توري ويلسون على موقع WrestlingData.com (الإنجليزية)
- توري ويلسون على موقع CageMatch worker (الإنجليزية)
- توري ويلسون على موقع قاعدة بيانات المصارعة على الإنترنت (الإنجليزية)
- توري ويلسون على موقع عالم المصارعة على الإنترنت (الإنجليزية)
- توري ويلسون على موقع عالم المصارعة على الإنترنت (الإنجليزية)
- WWE Alumni Profile
- Official Facebook fan page  على فيسبوك.
- Official Twitter page
- توري ويلسون على موقع IMDb (الإنجليزية)
- توري ويلسون على موقع ميوزك برينز (الإنجليزية)
- توري ويلسون على موقع إن إن دي بي (الإنجليزية)
- توري ويلسون على موقع أول ميوزيك (الإنجليزية)
- توري ويلسون على موقع قاعدة بيانات الفيلم (الإنجليزية)
- Online World of Wrestling
- August 2008، Torrie Wilson's First Audio Interview since leaving the WWE
- Revealing Audio Interview with Torrie Wilson (September 2008) at WrestlingEpicenter.com
- Jaded، Torrie Wilson's Couture Clothing Store
- Torrie Wilson and Dawn Marie Radio Interview
- May 2009 Interview with the Houston Press